# Alphonse de Bourboulon
Pour les articles homonymes, voir Bourboulon.
Alphonse de Bourboulon (Troyes, 15 décembre 1809 - château du Plaix, Baraize (Indre), 28 février 1877) est un diplomate et voyageur français qui avec son épouse Catherine (1827-1865) a effectué l'exploit du plus long voyage terrestre du XIXe siècle de Pékin à Paris en 1861.

## Famille
La famille de Bourboulon est une famille subsistante d'ancienne bourgeoisie de Montbrison (Loire) dans le Forez. Elle est issue de Jacques Bourboulon (1639-1694) qui était maître chaudronnier, marchand et bourgeois de la cité de Montbrison

## Biographie

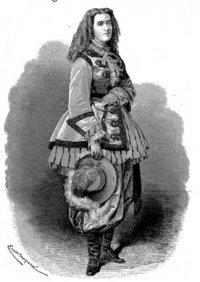
Mme de Bourboulon par Émile Bayard, illustration issue du Voyage en Chine et en Mongolie... par Achille Poussielgue, 1866, p.XII

Alphonse Bourboulon naît le 15 décembre 1809 à Troyes. Il est le fils d'Auguste François Bourboulon, négociant, et de son épouse, Marie-Thérèse Berthelin.  
Secrétaire de la légation de France à Washington, Alphonse de Bourboulon épouse une jeune Écossaise, Catherine Macleod, qui l’accompagnera partout et sera la première Européenne à résider à Pékin. Ambassadeur en Chine impériale, il s'établit à Macao en octobre 1851 puis, après le traité de Tien-Tsin de juin 1858, s'installe avec la légation de France à Shanghai (mai 1859) alors que la révolte des Taiping vient à peine d'être réglée. 
En octobre 1860, après le traité de Pékin, la légation peut enfin se transporter à Pékin. M et Mme de Bourboulon embarquent alors sur le Forbin le 4 novembre, traversent le golfe de Petchili et atteignent l'embouchure du Pei-Ho qu'ils remontent jusqu'à Tien-Tsin où ils passent l'hiver 1860-1861. En mars 1861, les ambassadeurs de France et du Royaume-Uni de Grande-Bretagne et d'Irlande entrent enfin à Pékin où ils s'installent au palais de Tsin-Kong-Fou. 
Alphonse de Bourboulon, dès son arrivée à Pékin, se lance dans des négociations avec le Prince Gong (en) sur le sort des missionnaires chrétiens en Chine. Catherine, quant-à-elle explore la ville qu'elle est la première Européenne à visiter et en rédige d'importantes descriptions. 
En mai 1861, le couple Bourboulon qui à cinq reprises est rentré en Europe par bateau décide de revenir en France par la voie terrestre en utilisant la route de Sibérie encore très méconnue et sous domination Russe. En ce milieu de XIXe siècle, il s'agit d'un véritable exploit, il faut alors affronter outre les distances, les déserts, les montagnes, le climat et les populations hostiles. Alphonse obtient les autorisations nécessaires des autorités chinoises et du ministre de Russie Baluseck dont la femme accompagnera les voyageurs. Les ambassadeurs de Russie et d'Angleterre se joindront à l'expédition jusqu'à la Grande Muraille. La caravane est composée d'une dizaine de voitures légères, traînées par des cavaliers nomades et conçues pour affronter le désert de Gobi, de chevaux et de chameaux pour le transport des bagages et des provisions ainsi que de nombreux domestiques et des soldats chinois commandés par deux mandarins. 
L'expédition part ainsi le 17 mai 1861, traverse le Petchili, passe à Tchang-Ping-Tchéou où l'on visite les tombeaux des Ming puis par les premiers défilés, atteint Suan-Houa-Fou et Kalgan (23 mai). La caravane franchit la Grande Muraille et débouche en Mongolie où l’escorte chinoise est remplacée par une escorte mongole. Ce ne sont alors plus des villes qui sont traversées sur les 1 500 km qui séparent Kalgan de Kiakhta en Sibérie mais de simples campements nomades. 
Le désert de Gobi débute à Oula-Houndouk. À mi-chemin, Homoutch est atteint mais Mme de Bourboulon tombe gravement malade (2 juin). La caravane pénètre ensuite à Nara, franchit le Keroulen et entre chez les nomades Khalkhas. Elle arrive à Ourga le 8 juin et n'en repart que le 12 juin. On suit alors la vallée de la Toula et l'on traverse les monts Bakka-Oula par des gorges profondes avant de descendre la Selenga pour atteindre Kiakhta où l'on emprunte des tarantass ce qui rend le voyage plus rapide. 
En bateau, les voyageurs voient le lac Baïkal à Baïkalsk qu'ils traversent en barques. Ils visitent Irkoutsk puis passent l'Oka et atteignent Krasnoiarsk où l'on embarque sur l'Iénissei pour joindre Tomsk. L'Ob est franchi près de Dubrovino. Après la traversée de la Baraba où l'expédition est attaquée par des nuées de moustiques, on arrive à Omsk. Les voyageurs franchissent ensuite l'Oural par Tioumen et Ekaterinbourg et atteignent l'Europe à Perm. 
En bateau sur la Kama, Kazan est rejoint puis l'on entre à Nijni-Novgorod. A Vladimir, les voyageurs prennent le train et atteignent Moscou puis Saint-Pétersbourg. M et Mme de Bourboulon arrivent enfin à Paris en août 1861. 
Catherine de Bourboulon ne se remettra jamais du voyage et meurt le 11 novembre 1865. Un jeune diplomate Achille Poussielgue va alors rédiger le récit de l'expédition et faire connaître l'exploit en utilisant le journal et les lettres de Mme de Bourboulon.
Alphonse de Bourboulon meurt le 28 février 1877 à Baraize, au château du Plaix.

## Distinctions
- Chevalier de la Légion d'honneur (18 septembre 1844)[5]
- Officier de la Légion d'honneur (10 août 1854)[5]
- Commandeur de la Légion d'honneur (14 août 1863)[5]

## Publications
- Relation de voyage de Changhaï à Moscou par Pékin, la Mongolie et la Russie asiatique, par M. A. Poussielgue... d'après les notes de M. de Bourboulon, ministre de France en Chine, et de Madame, Le Tour du monde, vol.I, 1864, p. 81-128, vol.II, p. 33-96 et p. 289-336, vol.I, 1865, p. 234-272 [lire sur Wikisource]
- Voyage en Chine et en Mongolie de M. de Bourboulon, ministre de France, et de Mme de Bourboulon, 1860-1861, A. Poussielgue, 1866
- L'Asie cavalière. De Shanghai à Moscou (1860-1862), Phébus, 1991